# Colossus (computador)
Colossus foi um conjunto de computadores desenvolvidos por decifradores britânicos nos anos de 1943 a 1945 para ajudar na criptoanálise da cifra de Lorenz. A Colossus usava válvulas termiônicas (tubos a vácuo) para realizar operações booleanas e de contagem. Colossus é, portanto, considerado o primeiro computador digital programável, eletrônico, embora tenha sido programado por interruptores e plugues e não por um programa armazenado.
O Colossus foi projetado pelo engenheiro de pesquisa de telefone da General Post Office (GPO) Tommy Flowers para resolver um problema apresentado pelo matemático Max Newman na Escola de Código do Governo e Cypher (GC&CS) em Bletchley Park. O uso de probabilidade de Alan Turing na criptoanálise (ver Banburismus) contribuiu para seu projeto. Algumas vezes foi erroneamente declarado que Turing projetou o Colossus para ajudar na criptoanálise da máquina Enigma. A máquina de Turing que ajudou a decodificar o Enigma foi a Bomba Eletromecânica, não a Colossus.
O protótipo, Colossus Mark 1, foi mostrado para funcionar em dezembro de 1943 e estava em uso em Bletchley Park no início de 1944. Já o Colossus Mark 2 aprimorado, que usava registradores de deslocamento para quintuplicar a velocidade de processamento, trabalhou pela primeira vez em 1 de junho de 1944, bem a tempo para os desembarques na Normandia no Dia D. Dez Colossi estavam em uso até o final da guerra e um décimo primeiro estava sendo comissionado. O uso dessas máquinas em Bletchley Park permitiu aos Aliados obter uma vasta quantidade de inteligência militar de alto nível a partir de mensagens de radiotelegrafia interceptadas entre o Alto Comando Alemão (OKW) e seus comandos do exército em toda a Europa ocupada.
A existência das máquinas Colossus foi mantida em segredo até meados da década de 1970. Todas as máquinas, exceto duas, foram desmontadas em peças tão pequenas que não foi possível inferir seu uso. As duas máquinas retidas foram eventualmente desmontadas na década de 1960. A reconstrução funcional de um Mark 2 Colossus foi concluída em 2008 por Tony Sale e uma equipe de voluntários; Hoje em dia, está em exibição no Museu Nacional de Computação em Bletchley Park.

## Objetivo e origens

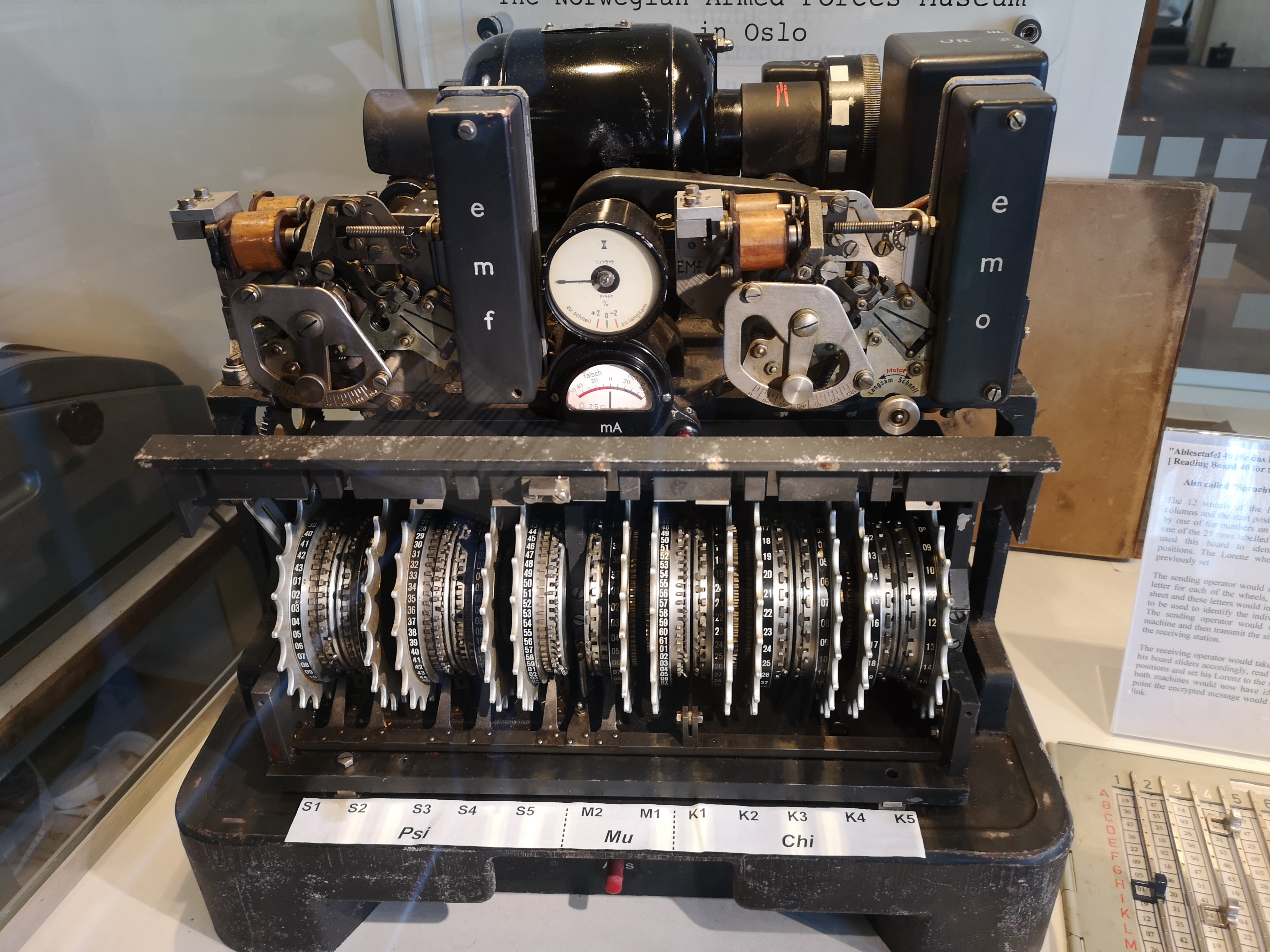
Uma máquina de criptografia Lorenz SZ42 com suas tampas removidas no Museu Nacional de Computação em Bletchley Park

Os computadores Colossus foram usados para ajudar a decifrar mensagens de rádio teletipo interceptadas que foram criptografadas usando a Lorenz, que até então era desconhecida. Informações de inteligência revelaram que os alemães chamavam os sistemas de transmissão de teleimpressora sem fio de "Sägefisch" (peixe-serra). Isso levou os britânicos a chamarem o tráfego criptografado do teleprinter alemão de "Fish", e a máquina desconhecida e suas mensagens interceptadas de "Tunny" (atum).
Antes que os alemães aumentassem a segurança de seus procedimentos operacionais, os criptoanalistas britânicos diagnosticaram como a máquina invisível funcionava e construíram uma imitação dela chamada "British Tunny".
Foi deduzido que a máquina tinha doze rodas e usava uma técnica de cifragem Vernam em caracteres de mensagem no código telegráfico padrão ITA2 de 5 bits. Ele fez isso combinando os caracteres de texto simples com um fluxo de caracteres-chave usando a função booleana XOR para produzir o texto cifrado.

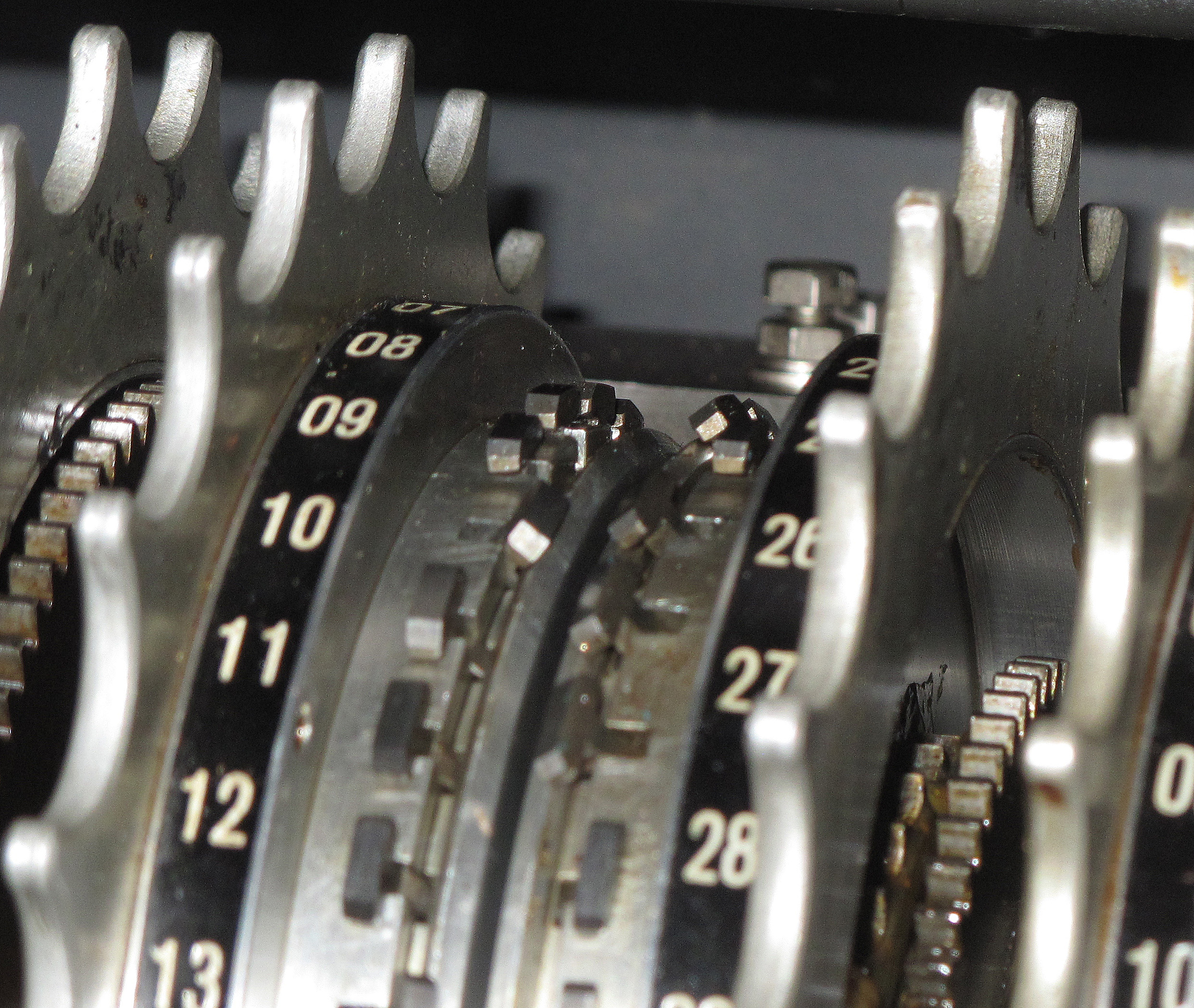
Pinos nas rodas 9 e 10 mostrando suas posições levantadas (ativas) e abaixadas (inativas). Um pino ativo reverteu o valor de um bit (0 → 1 e 1 → 0)

Em agosto de 1941, um erro cometido por operadores alemães levou à transmissão de duas versões da mesma mensagem com configurações de máquina idênticas. Estes foram interceptados e trabalhados em Bletchley Park, em uma mansão vitoriana chamada Station X, a qual estava prestes a ser demolida, porém devido a sua localização geográfica próxima a ferrovia e grandes centros educacionais, tornou-se o centro onde Colossus fora construído. Primeiro, John Tiltman, um criptoanalista GC&CS, derivou um fluxo de chave de quase 4.000 caracteres. Em seguida, Bill Tutte, um membro recém-chegado da Seção de Pesquisa, usou esse fluxo-chave para descobrir a estrutura lógica da máquina Lorenz. Ele deduziu que as doze rodas consistiam em dois grupos de cinco, que ele chamou de rodas χ (chi) e ψ (psi), as duas restantes ele chamou de rodas μ (mu) ou "motoras". As rodas chi pisavam regularmente com cada letra criptografada, enquanto as rodas psi pisavam irregularmente, sob o controle das rodas motoras.
| Número da roda          | 1  | 2  | 3  | 4  | 5  | 6   | 7   | 8  | 9  | 10 | 11 | 12 |
| Nome da roda BP         | ψ1 | ψ2 | ψ3 | ψ4 | ψ5 | μ37 | μ61 | χ1 | χ2 | χ3 | χ4 | χ5 |
| Número de cames (pinos) | 43 | 47 | 51 | 53 | 59 | 37  | 61  | 41 | 31 | 29 | 26 | 23 |

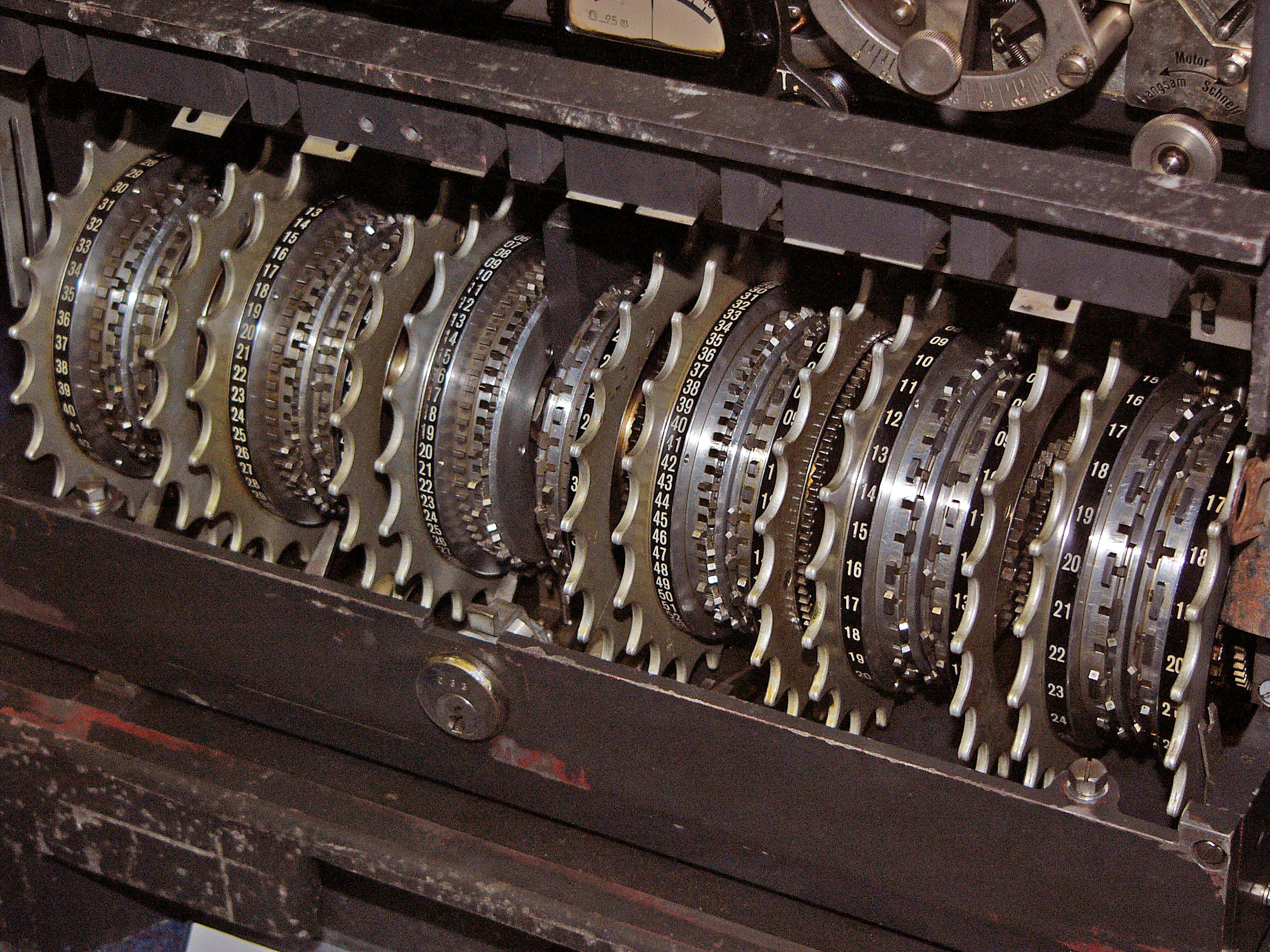
As máquinas Lorenz SZ tinham 12 rodas, cada uma com um número diferente de cames (ou "pinos").

Com um fluxo de chaves suficientemente aleatório, uma cifra de Vernam remove a propriedade de linguagem natural de uma mensagem de texto simples de ter uma distribuição de frequência desigual dos diferentes caracteres, para produzir uma distribuição uniforme no texto cifrado. A máquina Tunny fez isso bem. No entanto, os criptanalistas descobriram que, ao examinar a distribuição de frequência das mudanças caractere a caractere no texto cifrado, em vez dos caracteres simples, houve um desvio da uniformidade que forneceu um caminho para o sistema. Isso foi alcançado por "diferenciação" em que cada bit ou caractere foi XOR-ed com seu sucessor. Depois que a Alemanha se rendeu, as forças aliadas capturaram uma máquina Tunny e descobriram que era a máquina de criptografia em linha eletromecânica Lorenz SZ (Schlüsselzusatzgerät, cipher attach).
Para descriptografar as mensagens transmitidas, duas tarefas tiveram que ser executadas. O primeiro foi "quebra de roda", que foi a descoberta dos padrões excêntricos para todas as rodas. Esses padrões foram configurados na máquina Lorenz e então usados por um período fixo de tempo para uma sucessão de mensagens diferentes. Cada transmissão, que geralmente continha mais de uma mensagem, era codificada com uma posição inicial diferente das rodas. Alan Turing inventou um método de quebra de roda que ficou conhecido como Turingery. A técnica de Turing foi posteriormente desenvolvida em "Retângulo", para o qual Colossus poderia produzir tabelas para análise manual. Colossi 2, 4, 6, 7 e 9 tinham um dispositivo para ajudar neste processo.
A segunda tarefa era "configuração da roda", que calculava as posições iniciais das rodas para uma mensagem específica e só poderia ser tentada depois que os padrões do came fossem conhecidos. Foi para essa tarefa que o Colossus foi inicialmente projetado. Para descobrir a posição inicial das rodas chi para uma mensagem, o Colossus comparou dois fluxos de caracteres, contando estatísticas da avaliação de funções booleanas programáveis. Os dois fluxos eram o texto cifrado, que era lido em alta velocidade em uma fita de papel, e o fluxo de chave, gerado internamente, em uma simulação da máquina alemã desconhecida. Após uma sucessão de diferentes corridas do Colossus para descobrir as prováveis configurações da roda do chi, elas foram verificadas examinando a distribuição de frequência dos caracteres no texto cifrado processado. O Colossus produziu essas contagens de frequência.

## Processos de descriptografia
As mensagens da "Tunny" eram decodificadas a mão por Alan Turing, usando seu método de dedução. O método de Turing, foi por alguns meses o único mecanismo de decodificação, todavia a decodificação era feita a mão, o que se provou muito lento. O Colossus 1, em média 1 ano para ser criado mas depois que o primeiro foi lançado, a produção foi acelerada rapidamente.
Usando a diferenciação e sabendo que as rodas psi não avançavam com cada caractere, Tutte concluiu que tentar apenas dois bits diferenciados (impulsos) do fluxo de chi contra o texto cifrado diferenciado produziria uma estatística não aleatória. Isso ficou conhecido como "invasão 1 + 2" de Tutte. Envolveu o cálculo da seguinte função booleana:
{\displaystyle \Delta \mathrm {Z} _{1}\oplus \Delta \mathrm {Z} _{2}\oplus \Delta \chi _{1}\oplus \Delta \chi _{2}=\bullet }
Contando o número de vezes que resultou "falso" (zero). Se esse número exceder um valor limite predefinido conhecido como "total definido", ele será impresso. O criptoanalista examinaria a impressão para determinar qual das posições iniciais putativas era mais provável de ser a correta para as rodas chi-1 e chi-2.
Essa técnica seria então aplicada a outros pares de impulsos, ou únicos, para determinar a provável posição inicial de todas as cinco rodas chi. A partir daí, o de-chi (D) de um texto cifrado pode ser obtido, a partir do qual o componente psi pode ser removido por métodos manuais. Se a distribuição de frequência de caracteres na versão de-chi do texto cifrado estava dentro de certos limites, a "configuração da roda" das rodas chi foi considerada alcançada, e as configurações de mensagem e de-chi foram passadas para o "Testery". Esta foi a seção em Bletchley Park liderada pelo Major Ralph Tester, onde a maior parte do trabalho de descriptografia foi feito por métodos manuais e linguísticos.
O Colossus também podia derivar a posição inicial das rodas do motor e psi, mas isso não foi muito feito até os últimos meses da guerra, quando havia muitos Colossi disponíveis e o número de mensagens Tunny havia diminuído.
| {\displaystyle P}          | texto simples |
| {\displaystyle K}          | chave - a sequência de caracteres usados no XOR binário com o texto simples para dar o texto cifrado              |
| {\displaystyle \chi }      | componente chi da chave                                                                                           |
| {\displaystyle \psi }      | componente psi da chave                                                                                           |
| {\displaystyle \psi '}     | psi estendido - a sequência real de caracteres adicionados por as rodas psi, incluindo aquelas quando não avançam |
| {\displaystyle Z}          | texto cifrado |
| {\displaystyle D}          | de-chi - o texto cifrado com o componente chi da chave removido                                                   |
| {\displaystyle \Delta }    | qualquer um dos XOR acima com seu caractere sucessor ou bit                                                       |
| {\displaystyle \oplus }    | a operação XOR |
| {\displaystyle \bullet }   | Abreviação de Bletchley Park para espaço de código de telegrafia (zero)                                           |
| {\displaystyle {\text{x}}} | Abreviação de Bletchley Park para marca de código de telegrafia (um)                                              |

## Design e Construção
O Colossus foi desenvolvido para o "Newmanry", a seção chefiada pelo matemático Max Newman que era responsável por métodos de máquina contra a máquina de cifragem teleimpressora on-line Lorenz SZ40 / 42 de doze rotores (codinome Tunny, para atum) . O design do Colossus surgiu de um projeto anterior que produziu uma máquina de contagem apelidada de "Heath Robinson". Embora tenha provado o conceito de análise de máquina para essa parte do processo, inicialmente não era confiável. As partes eletromecânicas eram relativamente lentas e era difícil sincronizar duas fitas de papel em loop, uma contendo a mensagem codificada e a outra representando parte do fluxo chave da máquina de Lorenz, também as fitas tendiam a esticar ao serem lidas em até 2.000 caracteres por segundo.

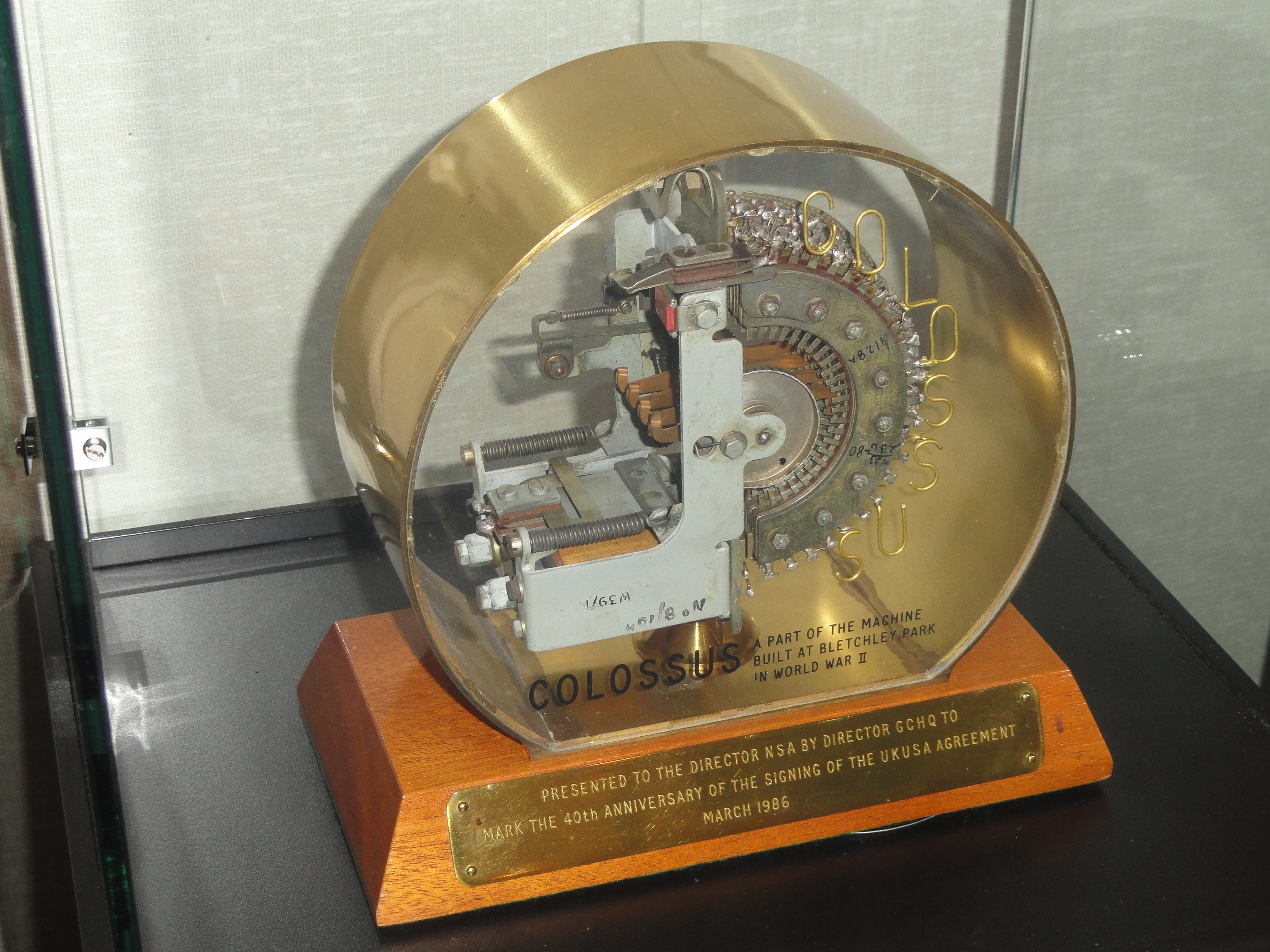
Interruptor de escalonamento supostamente de um Colosso original apresentado pelo Diretor do GCHQ ao Diretor da NSA para marcar o 40º aniversário do Acordo UKUSA em 1986

Tommy Flowers MBE era um engenheiro elétrico sênior e chefe do Grupo de Switching na Post Office Research Station em Dollis Hill. Antes de seu trabalho em Colossus, ele esteve envolvido com GC&CS em Bletchley Park desde fevereiro de 1941 em uma tentativa de melhorar as Bombes que foram usadas na criptoanálise da máquina de cifragem Enigma alemã. Ele foi recomendado a Max Newman por Alan Turing, que ficou impressionado com seu trabalho sobre as Bombas. Os principais componentes da máquina Heath Robinson são os seguintes.
- Um transporte de fita e mecanismo de leitura que executava a chave em loop e as fitas de mensagem entre 1.000 e 2.000 caracteres por segundo.
- Uma unidade combinadora que implementou a lógica do método de Tutte.
- Uma unidade de contagem que foi projetada por C. E. Wynn-Williams do Telecommunications Research Establishment (TRE) em Malvern, que contou o número de vezes que a função lógica retornou um valor verdadeiro especificado.

Flowers foi trazido para projetar a unidade combinadora de Heath Robinson. Ele não ficou impressionado com o sistema de fita da chave que precisava ser sincronizado com a fita da mensagem e, por iniciativa própria, projetou uma máquina eletrônica que eliminou a necessidade da fita da chave por ter um análogo eletrônico do Lorenz (Tunny) máquina. Ele apresentou este projeto a Max Newman em fevereiro de 1943, mas a ideia de que de um a duas mil válvulas termiônicas (tubos de vácuo e tiratrons) propostas, poderiam funcionar juntas de forma confiável, foi saudada com grande ceticismo, então mais máquinas Robinsons foram encomendados para Dollis Hill. Flowers, no entanto, sabia por seu trabalho pré-guerra que a maioria das falhas de válvula termiônica ocorria como resultado de tensões térmicas na inicialização, portanto, não desligar uma máquina reduziu as taxas de falha a níveis muito baixos. Além disso, se os aquecedores foram iniciados com uma tensão baixa e, lentamente, trazidos para a tensão total, o estresse térmico foi reduzido. As próprias válvulas poderiam ser soldadas para evitar problemas com bases de plug-in, que poderiam não ser confiáveis. Flowers persistiu com a ideia e obteve o apoio do Diretor da Estação de Pesquisa, W. Gordon Radley.
Flowers e sua equipe de cerca de cinquenta pessoas no grupo de comutação passaram onze meses desde o início de fevereiro de 1943 projetando e construindo uma máquina que dispensava a segunda fita do Heath Robinson, gerando os padrões das rodas eletronicamente. Heath Robinson, conseguia analisar de 2 a 3 mensagens da Tunny por semana, o que gerou uma necessidade para criação de uma máquina mais rápida para decodificação das mensagens. Flowers usou parte de seu próprio dinheiro para o projeto. Este protótipo, Mark 1 Colossus, continha 1.600 válvulas termiônicas (tubos).Ele teve um desempenho satisfatório em Dollis Hill em 8 de dezembro de 1943 e foi desmontado e enviado para Bletchley Park, onde foi entregue em 18 de janeiro e remontado por Harry Fensom e Don Horwood. Estava operacional em janeiro e atacou com sucesso sua primeira mensagem em 5 de fevereiro de 1944. Era uma grande estrutura e foi apelidada de 'Colosso', supostamente pelos operadores do WRNS. No entanto, um memorando mantido nos Arquivos Nacionais, escrito por Max Newman em 18 de janeiro de 1944, registra que "Colossus chega hoje".

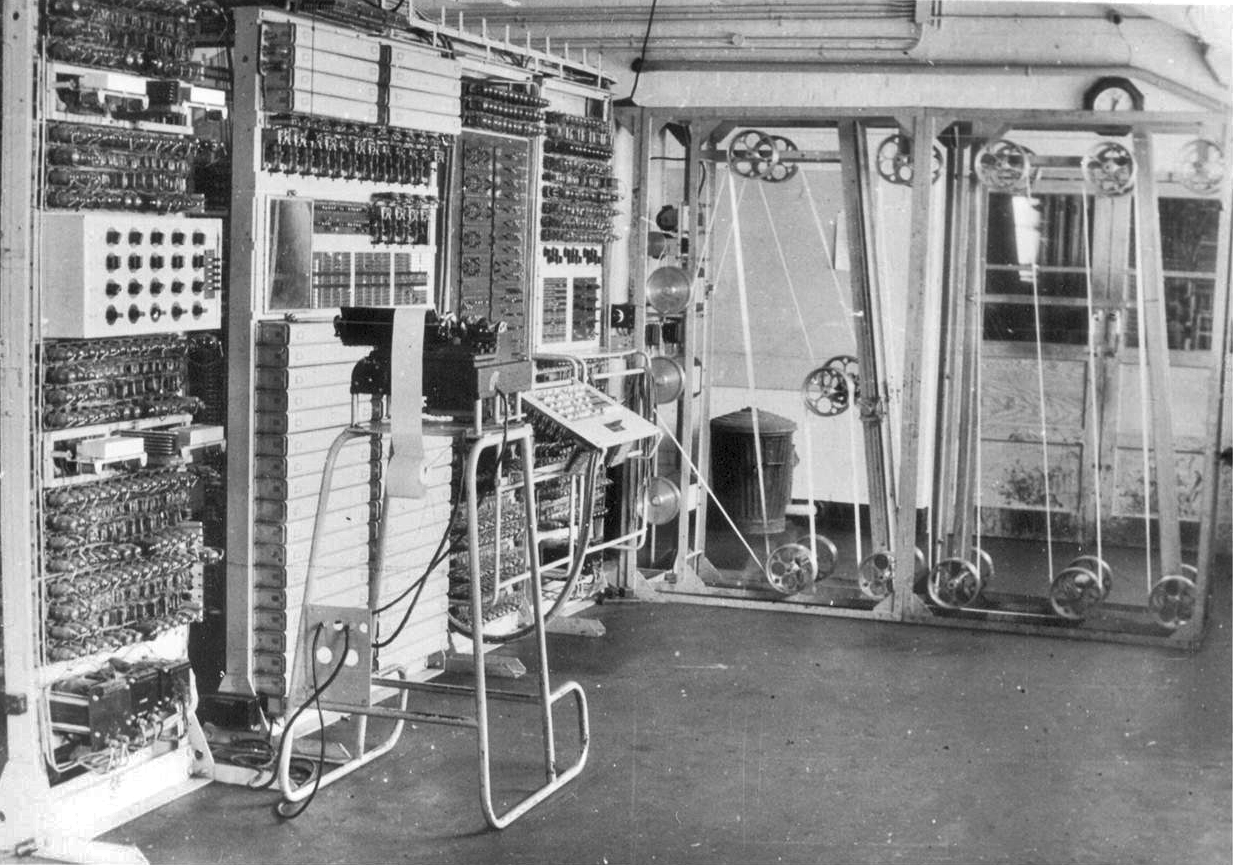
Colossus 10 com sua cama estendida no Bloco H em Bletchley Park no espaço que agora contém a galeria Tunny do Museu Nacional de Computação

Durante o desenvolvimento do protótipo, um design aprimorado foi desenvolvido - o Mark 2 Colossus. Quatro deles foram encomendados em março de 1944 e, no final de abril, o número de pedidos havia aumentado para doze. Em Dollis Hill, foram pressionados para que o primeiro deles funcionasse até 1º de junho. Allen Coombs assumiu a liderança da produção Mark 2 Colossi, a primeira das quais - contendo 2.400 válvulas - tornou-se operacional às 08:00 em 1 de junho de 1944, bem a tempo para a Invasão Aliada da Normandia no Dia D. Posteriormente, os Colossos foram entregues a uma taxa de cerca de um por mês. Na época do Dia da vitória na Europa havia dez Colossi trabalhando em Bletchley Park e um início foi feito na montagem de um décimo primeiro.
As unidades principais do projeto Mark 2 foram as seguintes.
- Um transporte de fita com um mecanismo de leitura de 8 fotocélulas.
- Um registrador de deslocamento FIFO de seis caracteres.
- Doze lojas de anéis de tiratron que simulavam a máquina Lorenz gerando um fluxo de bits para cada roda.
- Painéis de interruptores para especificar o programa e o "total definido".
- Um conjunto de unidades funcionais que executam operações booleanas.
- Um "contador de intervalo" que poderia suspender a contagem de parte da fita.
- Um controle mestre que lida com relógios, sinais de início e parada, leitura de contador e impressão.
- Cinco contadores eletrônicos.
- Uma máquina de escrever elétrica.
- A maior parte do design da eletrônica foi obra de Tommy Flowers, auxiliado por William Chandler, Sidney Broadhurst e Allen Coombs; com Erie Speight e Arnold Lynch desenvolvendo o mecanismo de leitura fotoelétrica.[36] Coombs se lembrou de Flowers, tendo produzido um rascunho de seu projeto, rasgando-o em pedaços que ele entregou a seus colegas para que fizessem o projeto detalhado e levassem sua equipe a fabricá-lo.[49] Os Mark 2 Colossi eram cinco vezes mais rápidos e mais simples de operar do que o protótipo.

A entrada de dados no Colossus foi feita pela leitura fotoelétrica de uma transcrição em fita de papel da mensagem interceptada criptografada. Isso foi organizado em um loop contínuo para que pudesse ser lido e relido várias vezes - não havendo armazenamento interno para os dados. O projeto superou o problema de sincronizar os componentes eletrônicos com a velocidade da fita da mensagem, gerando um sinal de relógio a partir da leitura dos orifícios da roda dentada. A velocidade de operação era, portanto, limitada pela mecânica de leitura da fita. Durante o desenvolvimento, o leitor de fita foi testado em até 9700 caracteres por segundo (53 mph) antes de a fita se desintegrar. Portanto, 5000 caracteres/segundo (40 pés/s (12,2 m/s; 27,3 mph)) foi definido como a velocidade para uso regular. Flowers projetou um registrador de deslocamento de 6 caracteres, que foi usado para calcular a função delta (ΔZ) e para testar cinco possíveis pontos de partida diferentes das rodas de Tunny nos cinco processadores. Este paralelismo de cinco vias permitiu cinco testes simultâneos e contagens a serem realizados, dando uma velocidade de processamento efetiva de 25.000 caracteres por segundo. A computação usou algoritmos desenvolvidos por W. T. Tutte e colegas para descriptografar uma mensagem Tunny.

## Operação
O Newmanry era composto por criptoanalistas, operadores do Women's Royal Naval Service (WRNS) - conhecido como "Wrens" - e engenheiros que estavam permanentemente disponíveis para manutenção e reparos. Ao final da guerra, a equipe era de 272 Wrens e 27 homens.

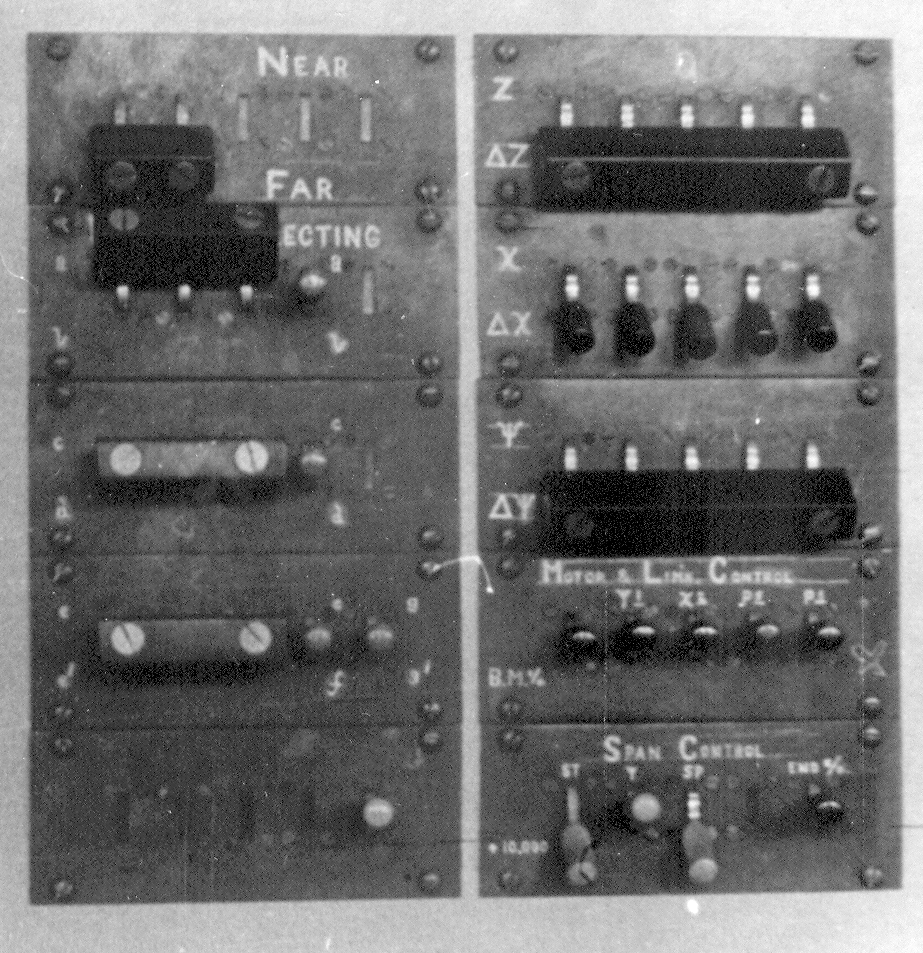
Painel de seleção colosso mostrando opções, entre outras, da fita mais distante na cabeceira da cama e para entrada no algoritmo:

O primeiro trabalho na operação do Colossus para uma nova mensagem foi preparar o laço da fita de papel. Isso foi realizado pelos Wrens que colaram as duas pontas juntas usando cola Bostik, garantindo que houvesse um comprimento de 150 caracteres de fita em branco entre o fim e o início da mensagem. Usando um punção manual especial, eles inseriram um orifício inicial entre o terceiro e quarto canais 2 + 1⁄2 orifícios da roda dentada do final da seção em branco e um orifício de parada entre o quarto e quinto canais 1 + 1⁄2 furos da roda dentada do fim dos caracteres da mensagem. Eles eram lidos por fotocélulas especialmente posicionadas e indicavam quando a mensagem estava prestes a começar e quando terminava. O operador então passaria a fita de papel pelo portão e ao redor das polias da cabeceira da cama e ajustaria a tensão. O projeto da armação de cama de duas fitas foi executado por Heath Robinson para que uma fita pudesse ser carregada enquanto a anterior estava sendo executada. Uma chave no Painel de Seleção especificava a fita "próxima" ou "distante".
Depois de realizar várias tarefas de inicialização e zeragem, os operadores de Wren, sob as instruções do criptoanalista, operam os interruptores de "conjunto total" da década e os interruptores do painel K2 para definir o algoritmo desejado. Eles então ligaram o motor da fita da base da cama até a lâmpada e, quando a fita atingisse a velocidade, acionariam o interruptor principal de partida.

## Programação
Howard Campaigne, um matemático e criptoanalista da US Navy OP-20-G, escreveu o seguinte em um prefácio ao artigo de Flowers de 1983 "The Design of Colossus".

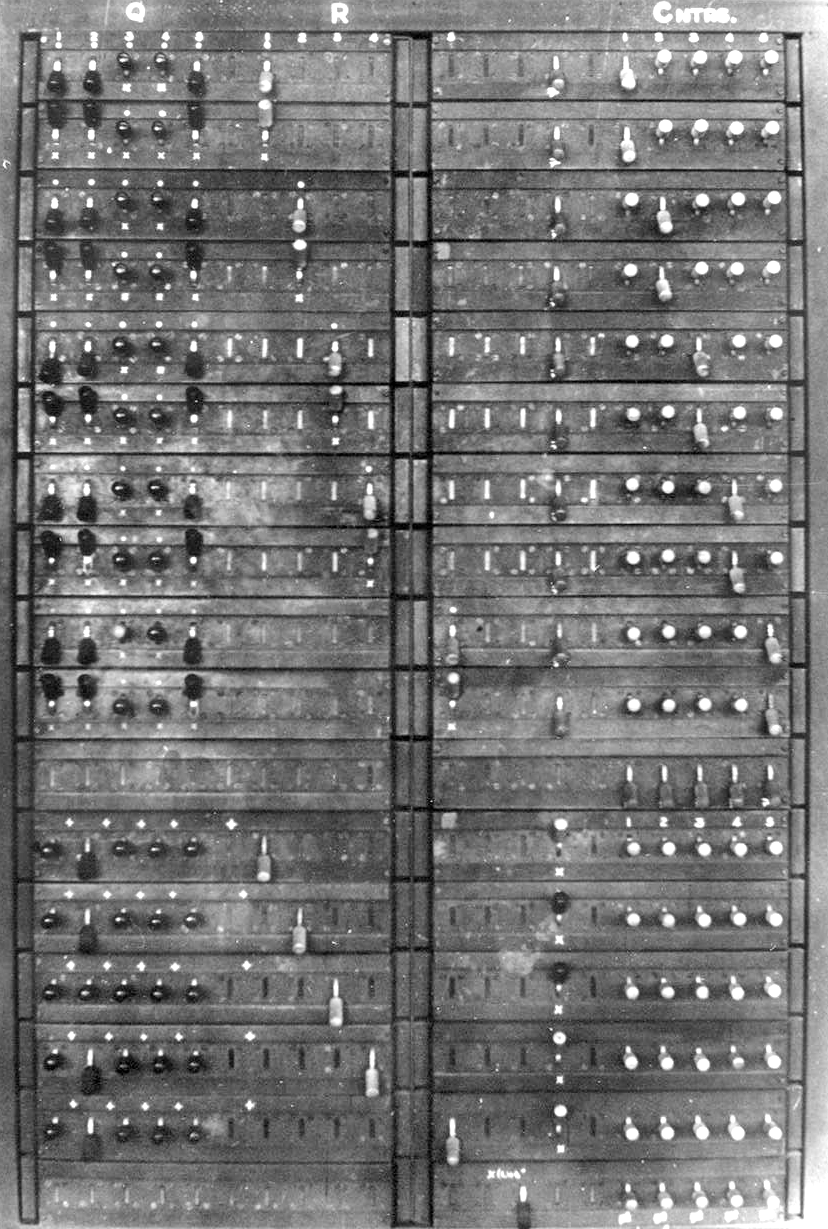
Painel de interruptores do Colossus K2 mostrando interruptores para especificar o algoritmo (à esquerda) e os contadores a serem selecionados (à direita)

"Minha visão do Colossus era a de um criptoanalista-programador. Disse à máquina para fazer certos cálculos e contagens e, depois de estudar os resultados, disse-lhe para fazer outro trabalho. Não se lembrou do resultado anterior, nem poderia ter agido de acordo com ele. Colossus e eu alternamos em uma interação que às vezes alcançava uma análise de um sistema de cifras alemão incomum, chamado de "Geheimschreiber" pelos alemães, e "Fish" pelos criptoanalistas."
O Colossus não era um computador com programa armazenado. Os dados de entrada para os cinco processadores paralelos foram lidos a partir da fita de papel da mensagem em loop e dos geradores de padrão eletrônico para chi, psi e rodas motoras. Os programas para os processadores foram configurados e mantidos nos interruptores e nas conexões do painel de conectores. Cada processador pode avaliar uma função booleana e contar e exibir o número de vezes que ela produziu o valor especificado de "falso" (0) ou "verdadeiro" (1) para cada passagem da fita de mensagem.
A entrada para os processadores veio de duas fontes: os registros de deslocamento da leitura da fita e os anéis de tiratron que emulavam as rodas da máquina Tunny. Os personagens na fita de papel eram chamados de Z e os personagens do emulador Tunny eram mencionados pelas letras gregas que Bill Tutte lhes dera ao trabalhar na estrutura lógica da máquina. No painel de seleção, os interruptores especificados Z ou ΔZ, ou {\displaystyle \chi } ou Δ{\displaystyle \chi }  e {\displaystyle \psi } ou Δ{\displaystyle \psi } para os dados a serem passados para o campo jack e 'painel de comutação K2'. Esses sinais dos simuladores de roda podem ser especificados como pisando a cada nova passagem da fita de mensagem ou não.
O painel de interruptores K2 tinha um grupo de interruptores no lado esquerdo para especificar o algoritmo. Os interruptores do lado direito selecionaram o contador para o qual o resultado foi alimentado. O plugboard permitiu que condições menos especializadas fossem impostas. No geral, os interruptores do painel de comutação K2 e o painel de encaixe permitiam cerca de cinco bilhões de combinações diferentes das variáveis selecionadas.
Por exemplo: um conjunto de execuções para uma fita de mensagem pode envolver inicialmente duas rodas chi, como no algoritmo 1 + 2 de Tutte. Essa corrida em duas rodas era chamada de corrida longa, levando em média oito minutos, a menos que o paralelismo fosse utilizado para reduzir o tempo por um fator de cinco. As corridas subsequentes podem envolver apenas o ajuste de uma roda chi, dando uma corrida curta que leva cerca de dois minutos. Inicialmente, após a longa execução inicial, a escolha do próximo algoritmo a ser tentado foi especificada pelo criptoanalista. A experiência mostrou, no entanto, que as árvores de decisão para este processo iterativo poderiam ser produzidas para uso pelos operadores Wren em uma proporção de casos.

## Influência e Destino
Embora o Colossus tenha sido a primeira das máquinas digitais eletrônicas com programabilidade, sendo limitada pelos padrões modernos, não era uma máquina de uso geral, sendo projetada para uma variedade de tarefas criptanalíticas, a maioria envolvendo a contagem dos resultados da avaliação de algoritmos Booleanos .
Um computador Colossus não era, portanto, uma máquina completa de Turing. No entanto, o professor Benjamin Wells da Universidade de São Francisco mostrou que se todas as dez máquinas Colossus feitas fossem reorganizadas em um grupo específico, todo o conjunto de computadores poderia ter simulado uma máquina de Turing universal e, portanto, ser Turing completo. A noção de um computador como uma máquina de uso geral - isto é, como mais do que uma calculadora dedicada a resolver problemas difíceis, mas específicos - não se tornou proeminente até depois da Segunda Guerra Mundial.

## Após a Segunda Guerra Mundial
Colosso e as razões de sua construção eram altamente secretas e assim permaneceram por 30 anos após a guerra. Consequentemente, ele não foi incluído na história do hardware de computação por muitos anos, e Flowers e seus associados foram privados do reconhecimento que deviam. Os colossos 1 a 10 foram desmontados após a guerra e as peças foram devolvidas aos Correios. Algumas peças, higienizadas quanto à sua finalidade original, foram levadas para o Royal Society Computing Machine Laboratory de Max Newman na Universidade de Manchester. Tommy Flowers recebeu ordens de destruir toda a documentação e queimá-la em uma fornalha em Dollis Hill. Mais tarde, ele disse sobre essa ordem:

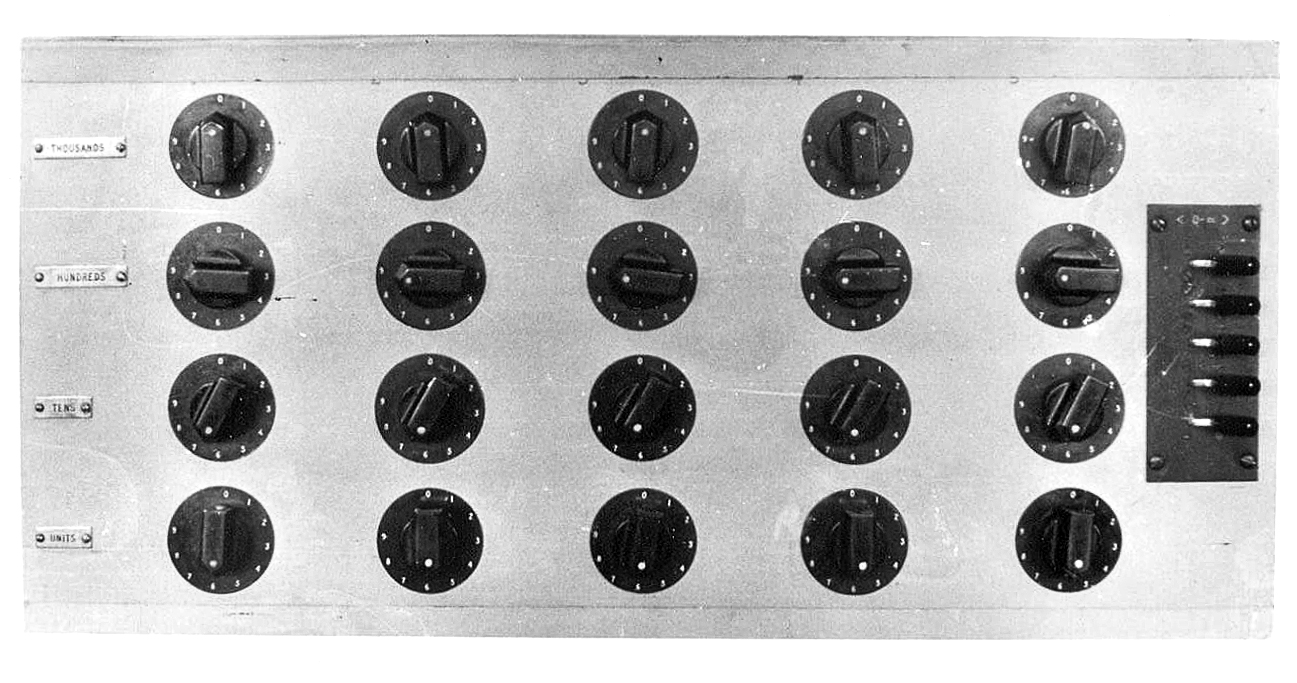
Colossus 'set total' painel de controle

"Esse foi um erro terrível. Fui instruído a destruir todos os registros, o que fiz. Peguei todos os desenhos e plantas e todas as informações sobre o Colossus no papel e coloquei no fogo da caldeira. E vi queimar."
Colossi 11 e 12, junto com duas réplicas de máquinas Tunny, foram mantidos, sendo transferidos para a nova sede do GCHQ em Eastcote em abril de 1946, e novamente com o GCHQ para Cheltenham entre 1952 e 1954. Um dos Colossos, conhecido como Colossus Blue, foi desmontado em 1959; o outro em 1960. Houve tentativas de adaptá-los a outros propósitos, com sucesso variável; em seus últimos anos, eles foram usados para treinamento. Jack Good relatou como foi o primeiro a usar o Colossus após a guerra, persuadindo a Agência de Segurança Nacional dos Estados Unidos de que ele poderia ser usado para realizar uma função para a qual eles planejavam construir uma máquina de uso especial. O Colossus também foi usado para realizar contagens de caracteres em uma fita adesiva única para testar a não aleatoriedade.
Um pequeno número de pessoas que estavam associadas ao Colossus - e sabiam que dispositivos de computação digital eletrônicos de grande escala, confiáveis e de alta velocidade eram viáveis  -- desempenhou um papel significativo no trabalho inicial de computador no Reino Unido e provavelmente nos Estados Unidos. No entanto, sendo tão secreto, teve pouca influência direta no desenvolvimento de computadores posteriores; foi EDVAC que foi a arquitetura de computador seminal da época. Em 1972, Herman Goldstine, que desconhecia o Colossus e seu legado para projetos de pessoas como Alan Turing (ACE), Max Newman (computadores de Manchester) e Harry Huskey (Bendix G-15), escreveu isso,
"A Grã-Bretanha tinha tal vitalidade que poderia imediatamente após a guerra embarcar em tantos projetos bem concebidos e bem executados no campo da informática."
O professor Brian Randell, que desenterrou informações sobre a Colossus na década de 1970, comentou sobre isso, dizendo que:
"Em minha opinião, o projeto COLOSSUS foi uma fonte importante dessa vitalidade, em grande parte pouco valorizada, assim como o significado de seus lugares na cronologia da invenção do computador digital."
Os esforços de Randell começaram a dar frutos em meados da década de 1970, depois que o segredo sobre Bletchley Park foi quebrado quando o capitão do grupo Winterbotham publicou seu livro The Ultra Secret em 1974. Em outubro de 2000, um relatório técnico de 500 páginas sobre a cifra Tunny e sua criptoanálise - intitulado General Report on Tunny - foi divulgado pelo GCHQ para o Public Record Office nacional e contém um fascinante hino a Colossus pelos criptógrafos que trabalhei com isso:
"É lamentável que não seja possível dar uma ideia adequada do fascínio de um Colosso em ação; seu volume e complexidade aparente; a velocidade fantástica da fita de papel fino em volta das polias cintilantes; o prazer infantil de não-não, estender, imprimir o cabeçalho principal e outros dispositivos; a magia da decodificação puramente mecânica, letra por letra (uma novata pensou que estava sendo enganada); a ação misteriosa da máquina de escrever em imprimir as partituras corretas sem e além da ajuda humana; a revisão do display; períodos de ansiosa expectativa culminando no súbito aparecimento do tão esperado placar; e os estranhos ritmos que caracterizam cada tipo de corrida: o arrombamento majestoso, a corrida curta errática, a regularidade da quebra de roda, o retângulo impassível interrompido pelos saltos violentos do retorno da carruagem, a vibração frenética de uma corrida de motor, até mesmo o frenesi ridículo de anfitriões de partituras falsas."

## Porque foi escondida por tanto tempo
Manter essas capacidades em segredo continuaria a ajudar a Grã-Bretanha após a guerra, espionando o tráfego doméstico e militar de outros países.
Para entender por que o Colossus teve que ser mantido em segredo, é preciso olhar para a tecnologia de criptografia que estava em uso durante o período do pós-guerra e, em muitos casos, ainda está em uso hoje. Embora possamos considerar as máquinas Enigma alemãs apenas tecnologia da segunda guerra mundial, a maioria das pessoas nunca imaginou que essa tecnologia continuasse a ser usada para grande parte do tráfego de mensagens militares e governamentais. Os métodos de ataque às diferentes variedades de Enigma realizados em Bletchley Park ainda teriam valor para alavancar outras formas de máquinas de rotor em uso.
Muito claramente, se a Grã-Bretanha e seus aliados estivessem usando sistemas de criptografia semelhantes que eles sabiam que poderiam ser vulneráveis, eles não iriam querer que outros adquirissem essa tecnologia. Se, durante a Guerra Fria, o bloco oriental estava usando tecnologia semelhante, era do interesse do GCHQ que eles não necessitassem desenvolver uma nova tecnologia de criptografia.
O segredo foi mantido bem porque muitos entenderam por que ele tinha que permanecer um segredo. À medida que os rumores começaram a vazar em vários livros e publicações, os detalhes se tornaram cada vez mais explícitos. Alguns detalhes críticos, no entanto, permaneceram secretos e foram o suficiente para proteger o segredo das vulnerabilidades dos mecanismos baseados em rotor por um tempo. Eventualmente, quando anos já havia passado, acreditava-se que tudo poderia ser falado, já que não havia mais nada a esconder. Acredita-se que uma publicação tenha levantado o último véu que desencadeou a obsolescência das máquinas com rotor na década de 1980. Para grande desgosto do GCHQ e da NSA, sua construção se tornara pública.

## Reconstrução
A construção de uma reconstrução totalmente funcional de um Colossus Mark 2 foi realizada entre 1993 e 2008 por uma equipe liderada por Tony Sale. Apesar de as plantas e o hardware serem destruídos, uma quantidade surpreendente de material sobreviveu, principalmente em cadernos de engenheiros, mas uma quantidade considerável nos Estados Unidos. O leitor de fita óptica pode ter representado o maior problema, mas o Dr. Arnold Lynch, é o designer original que foi capaz de redesenhá-lo de acordo com suas próprias especificações originais. A reconstrução está em exibição, no local historicamente correto do Colosso nº 9, no Museu Nacional de Computação, no H Block Bletchley Park em Milton Keynes, Buckinghamshire.

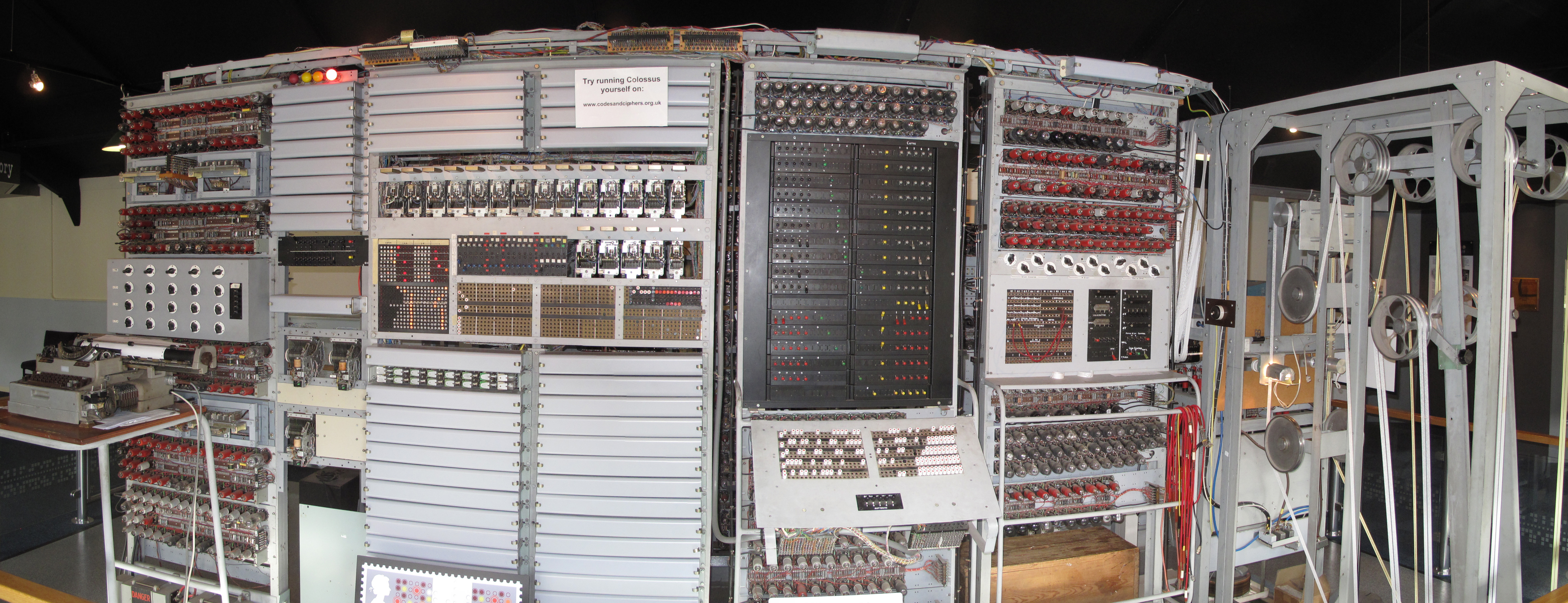
Vista frontal da reconstrução do Colosso mostrando, da direita para a esquerda (1) A "cabeceira" que contém a fita de mensagem em seu loop contínuo e com uma segunda carregada. (2) O J-rack contendo o Painel de Seleção e o Painel de Plugues. (3) O rack K com o grande painel de interruptores "Q" e patch panel inclinado. (4) O duplo S-rack contendo o painel de controle e, acima da imagem de um selo postal, cinco displays de duas linhas. (5)

Em novembro de 2007, para comemorar a conclusão do projeto e para marcar o início de uma iniciativa de arrecadação de fundos para o Museu Nacional de Computação, um Cipher Challenge colocou o Colossus reconstruído contra radioamadores em todo o mundo, sendo os primeiros a receber e decodificar três mensagens codificadas usando o Lorenz SZ42 e transmitido da estação de rádio DL0HNF no museu de informática Heinz Nixdorf Museum Forum. O desafio foi facilmente vencido pelo radioamador Joachim Schüth, que se preparou cuidadosamente para o evento e desenvolveu seu próprio processamento de sinal e código de quebra de código usando Ada. A equipe Colossus foi prejudicada por seu desejo de usar equipamento de rádio da Segunda Guerra Mundial, atrasando-os por um dia devido às más condições de recepção. No entanto, o laptop de 1,4 GHz do vencedor, executando seu próprio código, levou menos de um minuto para encontrar as configurações para todas as 12 rodas. O decifrador alemão disse: "Meu laptop digeriu o texto cifrado a uma velocidade de 1,2 milhão de caracteres por segundo - 240 vezes mais rápido do que o Colossus. Se você escalar a frequência da CPU por esse fator, obterá um clock equivalente a 5,8 MHz para o Colossus. Isso é uma velocidade notável para um computador construído em 1944. "
O Cipher Challenge verificou a conclusão bem-sucedida do projeto de reconstrução. "Com a força do desempenho de hoje, o Colossus está tão bom quanto era há seis décadas", comentou Tony Sale. "Estamos muito satisfeitos por ter produzido um tributo adequado às pessoas que trabalharam em Bletchley Park e cuja inteligência inventou essas máquinas fantásticas que quebraram essas cifras e encurtaram a guerra em muitos meses."

## Outros Significados
Havia um computador fictício chamado Colossus no filme de 1970 Colossus: The Forbin Project, que foi baseado no romance de 1966 Colossus de D. F. Jones. Isso foi uma coincidência, pois é anterior à divulgação pública de informações sobre o Colossus, ou mesmo seu nome.

O romance Cryptonomicon de Neal Stephenson (1999) também contém um tratamento fictício do papel histórico desempenhado por Turing e Bletchley Park.